# 麻生公務員専門学校北九州校
麻生公務員専門学校北九州校（あそうこうむいんせんもんがっこうきたきゅうしゅうこう）は、学校法人麻生塾が運営する学校の一つ。福岡県北九州市小倉北区室町にキャンパスを置く、私立の専門学校。塾長は麻生泰。理事長は麻生健。
1996年（平成8年）に 麻生法律専門学校 として創立し、その後2002年（平成14年）から現校名となった。、略称は麻生または公務員、アルファベットではAPKCと表記する。

## 概要
ASOの6つの強み

1,常勤講師の完全クラス制による細かいサポート
- 麻生最大の魅力「クラス担任制」により常勤講師が生徒一人一人を徹底サポート。

2,学生の特徴を完全に把握した2次・3次試験対策
- 麻生塾創設80年以上の歴史を誇るASOだからできる豊富な試験情報をもとに、生徒一人一人にあった試験対策。

3,授業以外での質疑応答や個別補講も完全保証
- 講師と生徒の二人三脚で、全員合格を目指すASOだからこその積極的サポート。

4,公務員試験や職種についてより深く学べる環境
- 職場見学やDVDで職種について深く学べ、理解できる。

5,圧倒的な量の試験データを保管し、合格へと導く
- 8年連続一次試験合格率90％以上。他校には無い万全のサポートで合格へ導く。

6ボランティア活動を通じ、育んだ人間力が面接に活きる
- ボランティアを通じて「思いやりの心」や「積極的に取り込む姿勢」を学び面接にも活かせる

## 年間行事
- 4月 入学式 (リバーウォーク北九州) ※北九州3校合同
- 4月 オリエンテーション
- 5・6月 職場見学
- 7・8・11・12月 ボランティア活動
- 11月 スポーツ大会
- 12月 学園祭
- 3月 卒業式

## 学科・コース
- 公務員専攻科(1年制)
- 公務員総合科(2年制)
- 高2コース※高校2年生対象
- 高3コース※高校3年生対象